# Graduation (Friends Forever)
Graduation (Friends Forever) (in manchen Ländern auch Friends Forever (Graduation)) ist ein Lied der US-amerikanischen Sängerin Vitamin C aus dem Jahre 1999. Die dritte Single ihres Debütalbums Vitamin C wurde von der Interpretin zusammen mit Josh Deutsch geschrieben sowie von letzterem gemeinsam mit Garry Hughes produziert.

## Musik und Text
Graduation (Friends Forever) ist ein Popsong, dessen Klangbild (u. a. das Einbauen von Scratching in den Beat und die Auswahl an Drum Kits) dem gängigen der Millenniumswende entspricht. Das Lied basiert auf der Melodie des klassischen Stückes Kanon und Gigue in D-Dur des deutschen Komponisten Johann Pachelbel, welche von Streichern durchgehend während des gesamten Liedes gespielt wird. Es gibt drei Strophen, auf die jeweils der Refrain folgt, wobei dieser beim letzten Mal dreimal wiederholt wird. Die Sängerin wird gegen Ende von einem Chor unterstützt. Zwischen dem zweiten Refrain und der dritten Strophe gibt es ein längeres, instrumentales Segment, in welchem die Streichinstrumente in einem dramatischeren Ton spielen.
Neben der verbreiteten LP-Version, welche 5 Minuten und 40 Sekunden dauert, existiert auch noch eine über eine Minute gekürzte Edit Version des Liedes, welche auch im Musikvideo zu hören ist. Auf dieser werden das Intro und das Streichersolo nicht voll ausgespielt und der Refrain ertönt zum Schluss nur zweimal. Welche Version den Haupttrack der Single darstellt, unterscheidet sich von Land zu Land (die deutsche Version beinhaltet ausschließlich die Albumversion). Von beiden Versionen gibt es auch Ausgaben, an denen instrumentale Passagen mit Schülerinterviews unterlegt wurden. Jene der LP-Version ist als Hidden Track auf dem Album zu finden.
Der Text des Liedes ist aus der Perspektive einer High-School-Schülerin am Tage ihres Abschlusses in Form eines Gesprächs mit ihren Freunden geschrieben und beschreibt die bittersüße Stimmung, die in diesem Moment vorherrscht. Sie ist zwiegespalten zwischen der Melancholie, dass sich der bisherige Lebensabschnitt dem Ende zuneigt, und Zuversicht für die ungewisse Zukunft. Die junge Frau erinnert sich an eine Vielzahl an Begebenheiten während ihrer Jugendjahre zurück, die sie gemeinsam mit ihren Freunden bestritten hat, und sagt, dass auch, wenn sie weiß, dass sich ihre Wege unweigerlich trennen werden, sie immer Freunde bleiben. Ein zentrales Thema des Songs ist das Realisieren des eigenen Erwachsenwerdens und die damit verbundenen Ängste, die der Übergang mit sich bringt. So beschreibt die Protagonistin, dass sie bis zu diesem Zeitpunkt nie daran dachte, dass die Schulzeit eines Tages enden wird, und es ihr vorkommt, als wären sie aus dem Nichts zu Frauen und Männern geworden. Erst jetzt bemerkt sie, dass diese Epoche ihres Lebens endgültig vorbei sein wird und dies der letzte Tag sei, an dem man sich noch unausgesprochene Dinge sagen könne. Sie fragt sich weiters, ob ihre Erinnerungen nach dem Umzug in eine neue Stadt verblassen würden, sie und ihre Clique denselben Humor beibehalten werden und ob sie das, was sie in der Schule lernten, auch später noch wissen werden. Auch ist ihr nicht klar, ob und wie sie und ihre Freunde sich im Berufsleben zurechtfinden werden. Dennoch sieht sie die Dinge letzten Endes optimistisch und beschreibt die Situation nicht als Abschied, sondern als "Zeit, zu fliegen" ("time to fly").

## Musikvideo
Das Musikvideo zu Graduation (Friends Forever) zeigt Vitamin C den leeren Korridor einer High School entlang gehen, während sie das Lied vorträgt. Andere Einstellungen zeigen sie auf der Bühne einer Aula oder auf einer Treppe vor dem Gebäude. Dazwischen ist zu sehen, wie eine Vielzahl an Schülern während des Schuljahres die Gänge und den Campus füllten. Einige von ihnen umarmen oder unterhalten sich, Cheerleader geben eine Kür zum Besten und in Klassenzimmern wird mit Papierfliegern herumgeworfen. Ein bestimmtes Mädchen ist dabei mehrfach zu sehen. Sie ist in einen Jungen verliebt, traut sich aber nicht, ihn anzusprechen, worauf eine andere Schülerin beginnt, mit ihm zu flirten. Der Tag des Abschlusses bricht letztlich an, und das Mädchen beschließt nach der Zeremonie, dem Jungen ihre Gefühle zu offenbaren. Dieser ist jedoch trotz verzweifelter Suche nicht aufzufinden; nach und nach wird die Schule immer menschenleerer, und die junge Frau muss feststellen, dass ihre Chance vertan ist. Nachdem sie das Gebäude zunächst betrübt verlässt, dreht sie sich plötzlich um und läuft zurück hinein. Sie befindet sich nun wieder in der Vergangenheit, unmittelbar bevor das andere Mädchen mit dem Jungen anbandelt. Nun hat sie jedoch den Mut, ihm ihre Liebe zu gestehen, die dieser auch zu erwidern scheint. Die Szenen mit Vitamin C und der Handlungsstrang mit den Schülern überlappen sich im Laufe der Videos mehrmals.

## Erfolg
Graduation (Friends Forever) war vor allem in Australien ein großer kommerzieller Erfolg. Das Lied konnte dort Platz 2 der Charts sowie eine Platinauszeichnung ergattern und war das dreizehnterfolgreichste Lied des Jahres 2000. Auch in Kanada war es mit Position 7 ein Top-Ten-Hit. Im Heimatland der Sängerin reichten die moderaten Verkaufszahlen lediglich für Nummer 38 in den Charts. Im deutschsprachigen Raum konnte es sich nicht in den Hitparaden beweisen.

## Dies und Das
- Aufgrund seiner Thematik und seines Titels wird Graduation (Friends Forever) in den USA häufig auf Abschlussfeiern gespielt. Rolling Stone ernannte es daher 2015 zu einem der 20 besten "Graduation Songs" der (zum damaligen Zeitpunkt) letzten 20 Jahre.[12]
- In der erfolgreichen Filmkomödie Scary Movie 2 aus dem Jahre 2001 ist das Lied im Autoradio zu hören, als Protagonistin Cindy Campbell zum Anwesen Hell House fährt. Vitamin C selbst hat hierbei im englischen Original einen Gastauftritt, als ihre Stimme plötzlich aus dem Radio ertönt, um den Charakter zu unterbrechen, welcher lauthals schief mitsingt.[13]
- Das Lied war ebenfalls in der Serienverfilmung 21 Jump Street aus dem Jahre 2012 zu hören, wo es thematisch passend während einer Szene eingesetzt wird, in der Abschlussballfotos geschossen werden.[14]